# Azerbeidzjaanse folklore
Azerbeidzjaanse folklore is onderdeel van cultuur van de Azerbeidzjanen die zich door de eeuwen heen heeft ontwikkeld. Het volk heeft een grote verzameling van verhalen en kunsten.